# Pieter de la Court

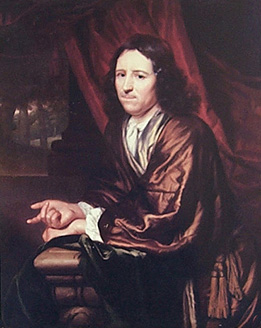
Pieter de la Court von Godefridus Schalcken, 1670er Jahre, Museum De Lakenhal, Leiden

Pieter de la Court der Jüngere (* 1618 in Leiden; † 28. Mai 1685 in Amsterdam) war ein niederländischer Ökonom, Geschäftsmann und politischer Philosoph. Er war ein entschiedener Vertreter republikanischer Staatsideen in den Niederlanden und Parteigänger von Johan de Witt.
Er verwendet als Namensform auch niederländische Übersetzungen seines französischen Familiennamens: Pieter van den Hooft oder Pieter van der Hove. Verschiedene seiner Publikationen sind lediglich durch eines der Autorenkürzel V.D.H., V.H. und D.C. gezeichnet.

## Leben
De la Court war der Sohn protestantischer Flüchtlinge aus Flandern, die sich um 1613 in Leiden niederließen. Sein Vater war der Kleiderfabrikant Pieter de la Court der Ältere (um 1593–1657), seine Mutter Jeanne des Planques. Pieter de la Court der Jüngere studierte an der Universität Leiden und war 1641 bis 1643 auf Kavalierstour durch Europa (London, Saumur, Genf, Basel), wovon ein 1928 veröffentlichtes Tagebuch berichtet. Nach seiner Rückkehr gründete er mit seinem Bruder Johan eine erfolgreiche Kleider-Handelsfirma. Er war mit Johan Eleman, Mitglied des Leidener Rats und Freund von Johan de Witt, befreundet und heiratete 1657 dessen Schwägerin Elisabeth Tollenaar. Nach deren frühen Tod heiratete er 1661 Catharina van der Voort aus einer wohlhabenden Amsterdamer Kaufmannsfamilie (und verwandt mit Johan de Witt). Mit ihr hatte er zwei Kinder Magdalena und Pieter de la Court van der Voort (1664–1739). 1665 zog er nach Amsterdam, wo er mit seinen Schwagern zusammenarbeitete. Sie versuchten der Ostindienkompanie Konkurrenz zu machen, indem sie eine Petition einreichten, dass ihr Monopol nur für die Fahrt um das Kap der Guten Hoffnung gelten solle. 1668 finanzierten sie eine Erkundungsfahrt in die Arktis, um einen alternativen Seeweg um Sibirien herum zu erkunden.
Seine Bücher erschienen anonym, wurden ihm aber schon zu Lebzeiten zugeschrieben. Heute wird angenommen, dass sein Bruder Johan (1622–1660) Autor einiger Bücher war – der staatsphilosophischen Texte Consideratien van Staet und Politike Discoursen – und dass zu seinem polemischer gehaltenen Hauptwerk Interest van Holland (veröffentlicht 1662) auch Johan de Witt und andere beitrugen. Er führt darin den ökonomischen Erfolg der Niederlande auf Konkurrenz durch freie Märkte und die republikanische Staatsform zurück. Das Buch war damals ein Bestseller mit elf Auflagen bis 1671 und wurde auch in andere Sprachen übersetzt (1665 ins Deutsche, 1702 ins Englische und 1709 ins Französische). Das Buch machte ihn auch zum Sprachrohr der republikanischen Partei um Johan de Witt, die damals in den Niederlanden bis zu ihrem Sturz 1672 regierte und gegen die Oranier gerichtet war, die traditionell die quasi-monarchischen Statthalter stellten, die de Witt abschaffen wollte. Außerdem wurde darin der Primat der reichen Provinz Holland gegenüber den anderen Provinzen betont und eine Friedenspolitik nach außen vertreten, die den Handelsinteressen dienen sollte. Monopole wie die der Gilden und der Ost- und Westindienkompanie wurden als dem freien Wettbewerb schädlich dargestellt und der Aufbau einer großen Handels- und Kriegsflotte empfohlen.
Das Buch war bis ins 18. Jahrhundert hinein einflussreich, unter anderem bei den französischen Physiokraten und Adam Smith sowie allgemein in Bezug auf republikanische Staatsideen in Amerika, England und den Niederlanden.
Nach dem Sturz und der Ermordung von Johan de Witt und seinem Bruder durch einen wütenden Mob von Anhängern der Oranier in der Folge des Einmarschs von Ludwig XIV. in den Niederlanden, dem die Niederländer nur durch Öffnung der Deiche und Flutung des Landes begegnen konnten, floh de la Court nach Antwerpen. Ein Jahr später 1673 kehrte er jedoch wieder zurück und setzte seine kaufmännische Tätigkeit fort. Er liegt in der Nieuwe Kerk begraben.
Es gibt mehrere Porträts von ihm: von einem Unbekannten 1637 im Museum in Leiden, von Godfried Schalcken (in Leiden, Stedelijk Museum de Lakenhal, 1679), von Abraham Lambertsz. van den Tempel 1667 im Rijksmuseum Amsterdam und von Frans van Mieris der Ältere (Amsterdam, Privatsammlung ?). Bilder seiner Eltern von Pierre Dubourdieu befinden sich im Philadelphia Museum of Art.
Die Fakultät für Sozialwissenschaften der Universität Leiden befindet sich in einem nach ihm benannten Gebäude. Seine Nachkommen waren eine bekannte Familie in den Niederlanden. Er war auch wie sein Sohn Pieter de la Court van der Voort ein großer Kunstsammler.

## Schriften
- Interest van Holland, ofte gronden van Hollands-Welvaren. Amsterdam 1662 (unter dem Kürzel V.D.H.)
  - bearbeitete Neuauflage unter dem Titel: Aanwysing der heilsame politike gronden en maximen van de Republike van Holland en West-Vriesland. Leiden und Rotterdam 1669
  - deutsche Übersetzung: Interesse von Holland oder Fondamenten von Hollands Wohlfahrt. anonymer Übersetzer, 1665, FU Berlin
  - französische Übersetzung eines Teils davon in: Mémoires de Jean de Witt par mad. de Zoutelande. Den Haag 1702, Regensburg 1709
  - Englische Übersetzung: The true interest and political maxims of the republick of Holland and West Friesland. Written by John de Witt and other great men in Holland, London 1702
  - Englische Übersetzung: The true interest and political maxims, of the republic of Holland. Written by John de Witt. Translated from the original Dutch. To which is prefixed, (never before printed) historical memoirs of the illustrious brothers Cornelius and John de Witt. By John Campbell. London 1746
- Historie der Gravelicke Regeering in Holland. Amsterdam 1662 (politisches Pamphlet, als V. H.)
- Sinryke fabulen, verklaart en toegepast tot alderley zeede-lessen, dienstig om waargenomen te werden in het menschelijke en burgerlijke leeven. Amsterdam 1685
  - In Versen von J. van Hoogstraaten, Amsterdam 1731
- Het welvaren van Leiden. Manuskript 1659, gedruckt erst 1845 in Leiden und 1911 in Leiden (Hrsg. F. Driessen)
- Felix Driessen: De reizen der de la Courts: 1641-1700-1710. Leiden 1928 (Reisetagebücher auch von Pieter de la Court)

Möglicherweise von seinem Bruder Johan, aber auch ihm zugeschrieben:
- Consideratien en Exempelen van Staat. Omtrent de fondamenten van allerley Regeringen. Amsterdam 1661, 6. Auflage 1662 (als V. H.)
- Consideratien van Staet ofte Polityke Weegschaal. Amsterdam 1661, 2. Auflage 1662 (als V. H.)
- Politike Discoursen. Leiden 1662, Amsterdam 1662 (als D. C.)